# Lista de bens tombados em Bananal
A lista de bens tombados de Bananal reúne itens do patrimônio cultural e histórico de Bananal. A administração municipal do patrimônio histórico e artístico é realizada pela Secretária de Turismo da Prefeitura de Bananal. Os tombamentos estaduais foram realizados pelo Conselho de Defesa do Patrimônio Histórico, Arqueológico, Artístico e Turístico (CONDEPHAAT).
Dentre os patrimônios tombados está a Sede da Fazenda Resgate que é uma construção reconhecida pelo IPHAN, no contexto de preservação do patrimônio cultural e histórico brasileiro. A sede foi construída em, aproximadamente, 1820 em uma fazenda de café.

| Imagem | Bem                                                                   | Data de fundação | Coordenadas                  | Tombamento                                         | Referência |
| ------ | --------------------------------------------------------------------- | ---------------- | ---------------------------- | -------------------------------------------------- | ---------- |
|        | Centro Histórico de Bananal                                           |                  | 22° 40′ 58″ S, 44° 19′ 20″ O | bem tombado pelo CONDEPHAAT                        |            |
|        | Edifício à Avenida Bom Jesus, 10                                      |                  | 22° 40′ 56″ S, 44° 19′ 15″ O | bem tombado pelo CONDEPHAAT                        |            |
|        | Edifício à Avenida Bom Jesus, 15                                      |                  | 22° 40′ 51″ S, 44° 19′ 10″ O | bem tombado pelo CONDEPHAAT                        |            |
|        | Edifício à Avenida Bom Jesus, 218                                     |                  | 22° 40′ 51″ S, 44° 19′ 10″ O | bem tombado pelo CONDEPHAAT                        |            |
|        | Edifício à Avenida Bom Jesus, 226                                     |                  | 22° 40′ 51″ S, 44° 19′ 09″ O | bem tombado pelo CONDEPHAAT                        |            |
|        | Edifício à Avenida Bom Jesus, 230                                     |                  | 22° 40′ 51″ S, 44° 19′ 09″ O | bem tombado pelo CONDEPHAAT                        |            |
|        | Edifício à Avenida Bom Jesus, 31                                      |                  | 22° 40′ 55″ S, 44° 19′ 15″ O | bem tombado pelo CONDEPHAAT                        |            |
|        | Edifício à Avenida Bom Jesus, 93                                      |                  | 22° 40′ 54″ S, 44° 19′ 13″ O | bem tombado pelo CONDEPHAAT                        |            |
|        | Edifício à Praça Pedro Ramos, 113                                     |                  | 22° 41′ 01″ S, 44° 19′ 22″ O | bem tombado pelo CONDEPHAAT                        |            |
|        | Edifício à Praça Pedro Ramos, 15                                      |                  | 22° 41′ 00″ S, 44° 19′ 24″ O | bem tombado pelo CONDEPHAAT                        |            |
|        | Edifício à Praça Pedro Ramos, 45                                      |                  | 22° 41′ 00″ S, 44° 19′ 23″ O | bem tombado pelo CONDEPHAAT                        |            |
|        | Edifício à Praça Pedro Ramos, 7                                       |                  | 22° 41′ 00″ S, 44° 19′ 24″ O | bem tombado pelo CONDEPHAAT                        |            |
|        | Edifício à Praça Rubião Júnior, 189                                   |                  | 22° 40′ 57″ S, 44° 19′ 18″ O | bem tombado pelo CONDEPHAAT                        |            |
|        | Edifício à Praça Rubião Júnior, 203                                   |                  | 22° 40′ 58″ S, 44° 19′ 18″ O | bem tombado pelo CONDEPHAAT                        |            |
|        | Edifício à Praça Rubião Júnior, 27                                    |                  | 22° 40′ 58″ S, 44° 19′ 23″ O | bem tombado pelo CONDEPHAAT                        |            |
|        | Edifício à Praça Rubião Júnior, 305                                   |                  | 22° 40′ 59″ S, 44° 19′ 20″ O | bem tombado pelo CONDEPHAAT                        |            |
|        | Edifício à Rua Comendador Ferreirinha, 10                             |                  | 22° 40′ 59″ S, 44° 19′ 14″ O | bem tombado pelo CONDEPHAAT                        |            |
|        | Edifício à Rua Comendador Ferreirinha, 28                             |                  | 22° 40′ 59″ S, 44° 19′ 13″ O | bem tombado pelo CONDEPHAAT                        |            |
|        | Edifício à Rua Comendador Ferreirinha, 32                             |                  | 22° 41′ 00″ S, 44° 19′ 12″ O | bem tombado pelo CONDEPHAAT                        |            |
|        | Edifício à Rua Comendador Ferreirinha, 44                             |                  | 22° 41′ 00″ S, 44° 19′ 12″ O | bem tombado pelo CONDEPHAAT                        |            |
|        | Edifício à Rua Comendador Ferreirinha, 53                             |                  | 22° 41′ 00″ S, 44° 19′ 12″ O | bem tombado pelo CONDEPHAAT                        |            |
|        | Edifício à Rua Ernani Graça, 124                                      |                  | 22° 41′ 00″ S, 44° 19′ 28″ O | bem tombado pelo CONDEPHAAT                        |            |
|        | Edifício à Rua Ernani Graça, 134                                      |                  | 22° 41′ 00″ S, 44° 19′ 29″ O | bem tombado pelo CONDEPHAAT                        |            |
|        | Edifício à Rua Ernani Graça, 136                                      |                  | 22° 41′ 00″ S, 44° 19′ 29″ O | bem tombado pelo CONDEPHAAT                        |            |
|        | Edifício à Rua Ernani Graça, 17                                       |                  | 22° 41′ 00″ S, 44° 19′ 25″ O | bem tombado pelo CONDEPHAAT                        |            |
|        | Edifício à Rua Ernani Graça, 2                                        |                  | 22° 41′ 00″ S, 44° 19′ 24″ O | bem tombado pelo CONDEPHAAT                        |            |
|        | Edifício à Rua Ernani Graça, 28                                       |                  | 22° 41′ 00″ S, 44° 19′ 25″ O | bem tombado pelo CONDEPHAAT                        |            |
|        | Edifício à Rua Ernani Graça, 40                                       |                  | 22° 41′ 00″ S, 44° 19′ 26″ O | bem tombado pelo CONDEPHAAT                        |            |
|        | Edifício à Rua José Rangel de Almeida, 40                             |                  | 22° 40′ 56″ S, 44° 19′ 17″ O | bem tombado pelo CONDEPHAAT                        |            |
|        | Edifício à Rua José Rangel de Almeida, 50                             |                  | 22° 40′ 56″ S, 44° 19′ 17″ O | bem tombado pelo CONDEPHAAT                        |            |
|        | Edifício à Rua Manoel de Aguiar, 10                                   |                  | 22° 41′ 01″ S, 44° 19′ 24″ O | bem tombado pelo CONDEPHAAT                        |            |
|        | Edifício à Rua Manoel de Aguiar, 102                                  |                  | 22° 41′ 02″ S, 44° 19′ 27″ O | bem tombado pelo CONDEPHAAT                        |            |
|        | Edifício à Rua Manoel de Aguiar, 106                                  |                  | 22° 41′ 02″ S, 44° 19′ 27″ O | bem tombado pelo CONDEPHAAT                        |            |
|        | Edifício à Rua Manoel de Aguiar, 122                                  |                  | 22° 41′ 03″ S, 44° 19′ 28″ O | bem tombado pelo CONDEPHAAT                        |            |
|        | Edifício à Rua Manoel de Aguiar, 139                                  |                  | 22° 41′ 03″ S, 44° 19′ 28″ O | bem tombado pelo CONDEPHAAT                        |            |
|        | Edifício à Rua Manoel de Aguiar, 142                                  |                  | 22° 41′ 03″ S, 44° 19′ 28″ O | bem tombado pelo CONDEPHAAT                        |            |
|        | Edifício à Rua Manoel de Aguiar, 15                                   |                  | 22° 41′ 02″ S, 44° 19′ 24″ O | bem tombado pelo CONDEPHAAT                        |            |
|        | Edifício à Rua Manoel de Aguiar, 151                                  |                  | 22° 41′ 03″ S, 44° 19′ 29″ O | bem tombado pelo CONDEPHAAT                        |            |
|        | Edifício à Rua Manoel de Aguiar, 155                                  |                  | 22° 41′ 03″ S, 44° 19′ 29″ O | bem tombado pelo CONDEPHAAT                        |            |
|        | Edifício à Rua Manoel de Aguiar, 161                                  |                  | 22° 41′ 03″ S, 44° 19′ 29″ O | bem tombado pelo CONDEPHAAT                        |            |
|        | Edifício à Rua Manoel de Aguiar, 17                                   |                  | 22° 41′ 02″ S, 44° 19′ 24″ O | bem tombado pelo CONDEPHAAT                        |            |
|        | Edifício à Rua Manoel de Aguiar, 177                                  |                  | 22° 41′ 03″ S, 44° 19′ 29″ O | bem tombado pelo CONDEPHAAT                        |            |
|        | Edifício à Rua Manoel de Aguiar, 197                                  |                  | 22° 41′ 03″ S, 44° 19′ 30″ O | bem tombado pelo CONDEPHAAT                        |            |
|        | Edifício à Rua Manoel de Aguiar, 207                                  |                  | 22° 41′ 03″ S, 44° 19′ 30″ O | bem tombado pelo CONDEPHAAT                        |            |
|        | Edifício à Rua Manoel de Aguiar, 262                                  |                  | 22° 41′ 04″ S, 44° 19′ 32″ O | bem tombado pelo CONDEPHAAT                        |            |
|        | Edifício à Rua Manoel de Aguiar, 266                                  |                  | 22° 41′ 04″ S, 44° 19′ 32″ O | bem tombado pelo CONDEPHAAT                        |            |
|        | Edifício à Rua Manoel de Aguiar, 274                                  |                  | 22° 41′ 04″ S, 44° 19′ 32″ O | bem tombado pelo CONDEPHAAT                        |            |
|        | Edifício à Rua Manoel de Aguiar, 280                                  |                  | 22° 41′ 04″ S, 44° 19′ 33″ O | bem tombado pelo CONDEPHAAT                        |            |
|        | Edifício à Rua Manoel de Aguiar, 286                                  |                  | 22° 41′ 04″ S, 44° 19′ 33″ O | bem tombado pelo CONDEPHAAT                        |            |
|        | Edifício à Rua Manoel de Aguiar, 292                                  |                  | 22° 41′ 05″ S, 44° 19′ 33″ O | bem tombado pelo CONDEPHAAT                        |            |
|        | Edifício à Rua Manoel de Aguiar, 299                                  |                  | 22° 41′ 05″ S, 44° 19′ 33″ O | bem tombado pelo CONDEPHAAT                        |            |
|        | Edifício à Rua Manoel de Aguiar, 307                                  |                  | 22° 41′ 05″ S, 44° 19′ 33″ O | bem tombado pelo CONDEPHAAT                        |            |
|        | Edifício à Rua Manoel de Aguiar, 313                                  |                  | 22° 41′ 05″ S, 44° 19′ 33″ O | bem tombado pelo CONDEPHAAT                        |            |
|        | Edifício à Rua Manoel de Aguiar, 317                                  |                  | 22° 41′ 05″ S, 44° 19′ 34″ O | bem tombado pelo CONDEPHAAT                        |            |
|        | Edifício à Rua Manoel de Aguiar, 318                                  |                  | 22° 41′ 05″ S, 44° 19′ 34″ O | bem tombado pelo CONDEPHAAT                        |            |
|        | Edifício à Rua Manoel de Aguiar, 322                                  |                  | 22° 41′ 05″ S, 44° 19′ 34″ O | bem tombado pelo CONDEPHAAT                        |            |
|        | Edifício à Rua Manoel de Aguiar, 324                                  |                  | 22° 41′ 05″ S, 44° 19′ 34″ O | bem tombado pelo CONDEPHAAT                        |            |
|        | Edifício à Rua Manoel de Aguiar, 338                                  |                  | 22° 41′ 05″ S, 44° 19′ 34″ O | bem tombado pelo CONDEPHAAT                        |            |
|        | Edifício à Rua Manoel de Aguiar, 339                                  |                  | 22° 41′ 05″ S, 44° 19′ 34″ O | bem tombado pelo CONDEPHAAT                        |            |
|        | Edifício à Rua Manoel de Aguiar, 341                                  |                  | 22° 41′ 06″ S, 44° 19′ 35″ O | bem tombado pelo CONDEPHAAT                        |            |
|        | Edifício à Rua Manoel de Aguiar, 350                                  |                  | 22° 41′ 06″ S, 44° 19′ 35″ O | bem tombado pelo CONDEPHAAT                        |            |
|        | Edifício à Rua Manoel de Aguiar, 352                                  |                  | 22° 41′ 06″ S, 44° 19′ 35″ O | bem tombado pelo CONDEPHAAT                        |            |
|        | Edifício à Rua Manoel de Aguiar, 366                                  |                  | 22° 41′ 06″ S, 44° 19′ 35″ O | bem tombado pelo CONDEPHAAT                        |            |
|        | Edifício à Rua Manoel de Aguiar, 373                                  |                  | 22° 41′ 06″ S, 44° 19′ 35″ O | bem tombado pelo CONDEPHAAT                        |            |
|        | Edifício à Rua Manoel de Aguiar, 378                                  |                  | 22° 41′ 07″ S, 44° 19′ 35″ O | bem tombado pelo CONDEPHAAT                        |            |
|        | Edifício à Rua Manoel de Aguiar, 381                                  |                  | 22° 41′ 07″ S, 44° 19′ 35″ O | bem tombado pelo CONDEPHAAT                        |            |
|        | Edifício à Rua Manoel de Aguiar, 382                                  |                  | 22° 41′ 06″ S, 44° 19′ 35″ O | bem tombado pelo CONDEPHAAT                        |            |
|        | Edifício à Rua Manoel de Aguiar, 385                                  |                  | 22° 41′ 07″ S, 44° 19′ 35″ O | bem tombado pelo CONDEPHAAT                        |            |
|        | Edifício à Rua Manoel de Aguiar, 51                                   |                  | 22° 41′ 02″ S, 44° 19′ 25″ O | bem tombado pelo CONDEPHAAT                        |            |
|        | Edifício à Rua Manoel de Aguiar, 75                                   |                  | 22° 41′ 02″ S, 44° 19′ 26″ O | bem tombado pelo CONDEPHAAT                        |            |
|        | Edifício à Rua Manoel de Aguiar, 82                                   |                  | 22° 41′ 02″ S, 44° 19′ 26″ O | bem tombado pelo CONDEPHAAT                        |            |
|        | Edifício à Rua Manoel de Aguiar, 90                                   |                  | 22° 41′ 02″ S, 44° 19′ 26″ O | bem tombado pelo CONDEPHAAT                        |            |
|        | Edifício à Rua Manoel de Aguiar, 95                                   |                  | 22° 41′ 02″ S, 44° 19′ 27″ O | bem tombado pelo CONDEPHAAT                        |            |
|        | Edifício à Rua Ministro Oscar José de Almeida, 15                     |                  | 22° 41′ 01″ S, 44° 19′ 21″ O | bem tombado pelo CONDEPHAAT                        |            |
|        | Edifício à Rua Ministro Oscar José de Almeida, 21                     |                  | 22° 41′ 01″ S, 44° 19′ 21″ O | bem tombado pelo CONDEPHAAT                        |            |
|        | Edifício à Rua Ministro Oscar José de Almeida, 29                     |                  | 22° 41′ 01″ S, 44° 19′ 21″ O | bem tombado pelo CONDEPHAAT                        |            |
|        | Edifício à Rua Ministro Oscar José de Almeida, 50                     |                  | 22° 41′ 02″ S, 44° 19′ 21″ O | bem tombado pelo CONDEPHAAT                        |            |
|        | Edifício à Rua Ministro Oscar José de Almeida, 52                     |                  | 22° 41′ 02″ S, 44° 19′ 20″ O | bem tombado pelo CONDEPHAAT                        |            |
|        | Edifício à Rua Ministro Oscar José de Almeida, 90                     |                  | 22° 41′ 01″ S, 44° 19′ 19″ O | bem tombado pelo CONDEPHAAT                        |            |
|        | Edifício à Rua Ministro Oscar José de Almeida, s/n (vizinho ao no 52) |                  | 22° 41′ 02″ S, 44° 19′ 20″ O | bem tombado pelo CONDEPHAAT                        |            |
|        | Edifício à Rua Olegário Ramos, 33                                     |                  | 22° 40′ 59″ S, 44° 19′ 28″ O | bem tombado pelo CONDEPHAAT                        |            |
|        | Edifício à Rua Olegário Ramos, 51                                     |                  | 22° 41′ 00″ S, 44° 19′ 28″ O | bem tombado pelo CONDEPHAAT                        |            |
|        | Edifício à Rua Olegário Ramos, 61                                     |                  | 22° 41′ 00″ S, 44° 19′ 28″ O | bem tombado pelo CONDEPHAAT                        |            |
|        | Edifício à Rua São José, 11                                           |                  | 22° 41′ 07″ S, 44° 19′ 36″ O | bem tombado pelo CONDEPHAAT                        |            |
|        | Edifício à Rua São José, 3                                            |                  | 22° 41′ 07″ S, 44° 19′ 36″ O | bem tombado pelo CONDEPHAAT                        |            |
|        | Edifício à Rua Vicente de Paula Almeida, 31                           |                  | 22° 41′ 05″ S, 44° 19′ 33″ O | bem tombado pelo CONDEPHAAT                        |            |
|        | Edifício à Rua Vicente de Paula Almeida, 35                           |                  | 22° 41′ 05″ S, 44° 19′ 33″ O | bem tombado pelo CONDEPHAAT                        |            |
|        | Edifício à Rua Vicente de Paula Almeida, 38                           |                  | 22° 41′ 05″ S, 44° 19′ 33″ O | bem tombado pelo CONDEPHAAT                        |            |
|        | Edifício à Rua Vicente de Paula Almeida, 39                           |                  | 22° 41′ 05″ S, 44° 19′ 33″ O | bem tombado pelo CONDEPHAAT                        |            |
|        | Edifício à Rua Vicente de Paula Almeida, 46                           |                  | 22° 41′ 05″ S, 44° 19′ 33″ O | bem tombado pelo CONDEPHAAT                        |            |
|        | Edifício à Rua Vicente de Paula Almeida, 47                           |                  | 22° 41′ 05″ S, 44° 19′ 34″ O | bem tombado pelo CONDEPHAAT                        |            |
|        | Edifício à Rua Washington Luís, 100                                   |                  | 22° 41′ 08″ S, 44° 19′ 40″ O | bem tombado pelo CONDEPHAAT                        |            |
|        | Edifício à Rua Washington Luís, 16                                    |                  | 22° 41′ 07″ S, 44° 19′ 37″ O | bem tombado pelo CONDEPHAAT                        |            |
|        | Edifício à Rua Washington Luís, 30                                    |                  | 22° 41′ 07″ S, 44° 19′ 38″ O | bem tombado pelo CONDEPHAAT                        |            |
|        | Edifício à Rua Washington Luís, 36                                    |                  | 22° 41′ 07″ S, 44° 19′ 38″ O | bem tombado pelo CONDEPHAAT                        |            |
|        | Edifício à Rua Washington Luís, 40                                    |                  | 22° 41′ 07″ S, 44° 19′ 38″ O | bem tombado pelo CONDEPHAAT                        |            |
|        | Edifício à Rua Washington Luís, 48                                    |                  | 22° 41′ 07″ S, 44° 19′ 39″ O | bem tombado pelo CONDEPHAAT                        |            |
|        | Edifício à Rua Washington Luís, 52                                    |                  | 22° 41′ 07″ S, 44° 19′ 39″ O | bem tombado pelo CONDEPHAAT                        |            |
|        | Edifício à Rua Washington Luís, 68                                    |                  | 22° 41′ 08″ S, 44° 19′ 39″ O | bem tombado pelo CONDEPHAAT                        |            |
|        | Edifício à Rua Washington Luís, 76                                    |                  | 22° 41′ 08″ S, 44° 19′ 39″ O | bem tombado pelo CONDEPHAAT                        |            |
|        | Edifício à Rua Washington Luís, 88                                    |                  | 22° 41′ 08″ S, 44° 19′ 40″ O | bem tombado pelo CONDEPHAAT                        |            |
|        | Edifício à Rua Washington Luís, 96                                    |                  | 22° 41′ 08″ S, 44° 19′ 40″ O | bem tombado pelo CONDEPHAAT                        |            |
|        | Edifício à Travessa Carlindo dos Santos Nogueira, 33                  |                  | 22° 41′ 00″ S, 44° 19′ 21″ O | bem tombado pelo CONDEPHAAT                        |            |
|        | Edifício à Travessa Carlindo dos Santos Nogueira, 41                  |                  | 22° 41′ 00″ S, 44° 19′ 21″ O | bem tombado pelo CONDEPHAAT                        |            |
|        | Edifício à Travessa Carlindo dos Santos Nogueira, 53                  |                  | 22° 41′ 00″ S, 44° 19′ 21″ O | bem tombado pelo CONDEPHAAT                        |            |
|        | Edifício à Travessa Luiz Valente, 163                                 |                  | 22° 41′ 03″ S, 44° 19′ 22″ O | bem tombado pelo CONDEPHAAT                        |            |
|        | Edifício à Travessa Luiz Valente, 169                                 |                  | 22° 41′ 03″ S, 44° 19′ 22″ O | bem tombado pelo CONDEPHAAT                        |            |
|        | Edifício à Travessa Luiz Valente, 169-A                               |                  | 22° 41′ 04″ S, 44° 19′ 22″ O | bem tombado pelo CONDEPHAAT                        |            |
|        | Estação Ferroviária de Bananal                                        |                  | 22° 40′ 48″ S, 44° 19′ 10″ O | bem tombado pelo CONDEPHAAT                        |            |
|        | Fazenda Bom Retiro                                                    |                  | 22° 39′ 44″ S, 44° 19′ 45″ O | bem de interesse histórico em Bananal              |            |
|        | Fazenda Resgate                                                       |                  | 22° 37′ 59″ S, 44° 15′ 46″ O | bem tombado pelo IPHAN bem tombado pelo CONDEPHAAT |            |
|        | Fazenda dos Coqueiros                                                 | 1855             | 22° 41′ 04″ S, 44° 21′ 44″ O | bem de interesse histórico em Bananal              |            |
|        | Hotel Fazenda Boa Vista                                               |                  | 22° 40′ 27″ S, 44° 13′ 57″ O | bem de interesse histórico em Bananal              |            |
|        | Igreja Matriz                                                         |                  | 22° 41′ 02″ S, 44° 19′ 23″ O | bem tombado pelo CONDEPHAAT                        |            |
|        | Igreja do Rosário                                                     |                  | 22° 40′ 57″ S, 44° 19′ 18″ O | bem tombado pelo CONDEPHAAT                        |            |
|        | Pharmácia Popular                                                     |                  | 22° 41′ 03″ S, 44° 19′ 29″ O | bem tombado pelo CONDEPHAAT                        |            |
|        | Sobrado Vallim                                                        |                  | 22° 40′ 58″ S, 44° 19′ 21″ O | bem tombado pelo CONDEPHAAT                        |            |

∑ 117 items.